# 贝希托尔斯海姆
贝希托尔斯海姆是德国莱茵兰-普法尔茨州的一个市镇。总面积10.66平方公里，总人口1590人，其中男性798人，女性792人（2011年12月31日），人口密度149人/平方公里。